# Zásady aranžování ve stylu ikebana
Zásady aranžování ve stylu ikebana definují pravidla, více či méně závazné, pro aranžmá květin nazývané ikebana.

## Upevnění materiálu v kompozici
Pro upevnění materiálu v kompozici se používají různé materiály s ohledem na zásady úpravy podle jednotlivých stylů. V aranžování ve stylu moribana je obvyklý kenzan kovový ježek do kterého se vpichují rostliny. V aranžování rikka byly používány také slaměné podložky. Na konci 20. a počátku 21. století je často používán k aranžování květin ve stylu ikebana florex (oasis). Ten aranžování ikebany často velmi zjednodušuje. Dlouhá staletí býval používán pro aranžování systém opor, kolíků, které jsou nazývány kubari.

### Kubari
Prvním krokem v uspořádání květin v japonské ikebaně je, aby opora neboli kubari byla schopna držet květinu ve svislé poloze ve váze. Tato opora tedy musí být pevně umístěna ve váze tak, aby se nemohla pohybovat volně ze strany na stranu, nežli jsou v ní květy nebo jiné rostlinné materiály umístěny. jako opora je používán jakýkoliv druh dřeviny, která je ještě živá, jejíž vybranou část lze ohýbat bez zlomení.
Kolík by měl být v poměru k velikosti vázy, obvykle o tloušťce (lidského) palce. Kolík bývá rozdělen na jednom konci, a také naříznut trochu na jedné straně vprostřed, o délce několika centimetrů tak, aby udržel všechny větve, které prochází při aranžování na konci této štěrbiny, nebo tam, kde je otvor přiměřeně široký. Zářez s nožem přes na tenčí straně je proveden pro ohýbání tenké části do strany a dozadu, až se vytvoří vidlice. Tento zářez uchycení, může být otevřena dostatečně široce, aby mohla sloužit k uchycení mnoha květů nebo uzavřena tak, aby držela pouze jeden. Kolík končí jednou stranou pod horním okrajem vázy a šikmo směřující druhý konec nad horním okrajem.

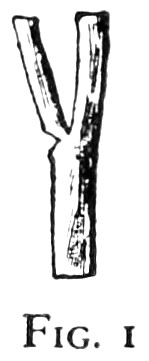
Kolík upravený jako vidlice. Vhodné pro květy a štíhlé větvoví.
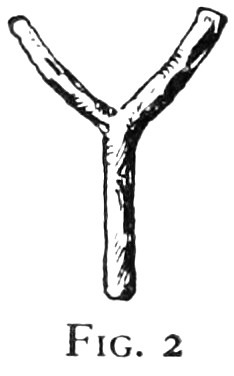
Opora z vidlicovitého kusu dřeva s šikmými konci větví směřujícími v různých úhlech.
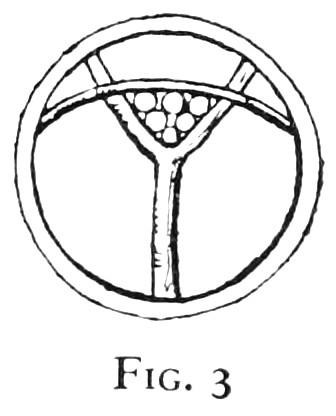
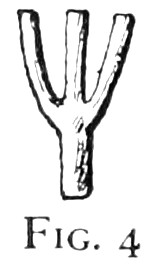
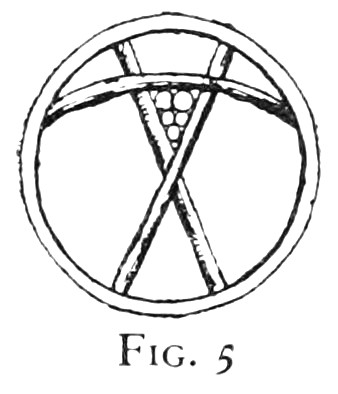
Není-li k dispozici kolík pro zhotovení opory, jsou použity konce větví a květin, a zkříženy.

Jiná opora je vyrobena z vidlicovitého kusu dřeva s šikmými konci větví směřujícími v různých úhlech. To je lepší pro velké větve, které vyžadují pevnou oporu. Pro všechny květy a štíhlé větvoví je považován za lepší předchozí typ. Je často obtížné získat vidlicovitě zakončené kolíky správné velikosti. Zatímco první kubari lze zkrátit, aby bylo vhodné pro květiny, tento typ vyžaduje výplň pro zaplnění prázdných míst na zadní straně. Tyto výplně, které jsou u začátečníka často nutné, aby květy stály pevně v kubari, nejsou zcela vhodné, protože jsou neupravené a odvádí pozornost od hlavních částí aranžmá.
Pokud není k dispozici vhodné dřevo pro zhotovení opory, jsou používány konce větví a květin, zkříženy jak je znázorněno na obrázku. To se považuje za vhodné pouze v případě nouze.
Kolíkové opory se používají pro všechny květiny a rostliny umístěné ve vysokých vázách, ale pro květiny v nízkých nádobách jsou používány olověné a kovové držáky nazývané kenzan.

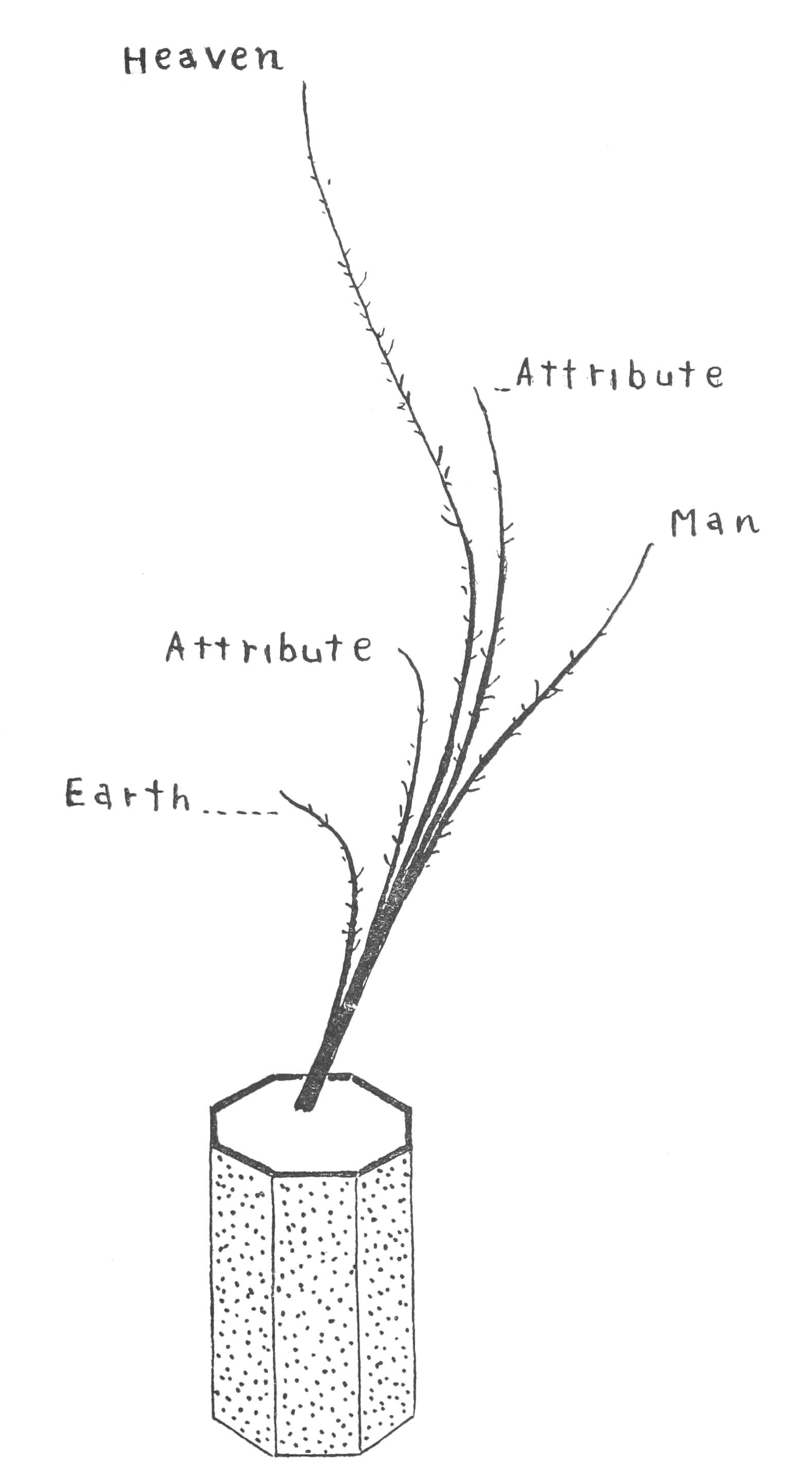

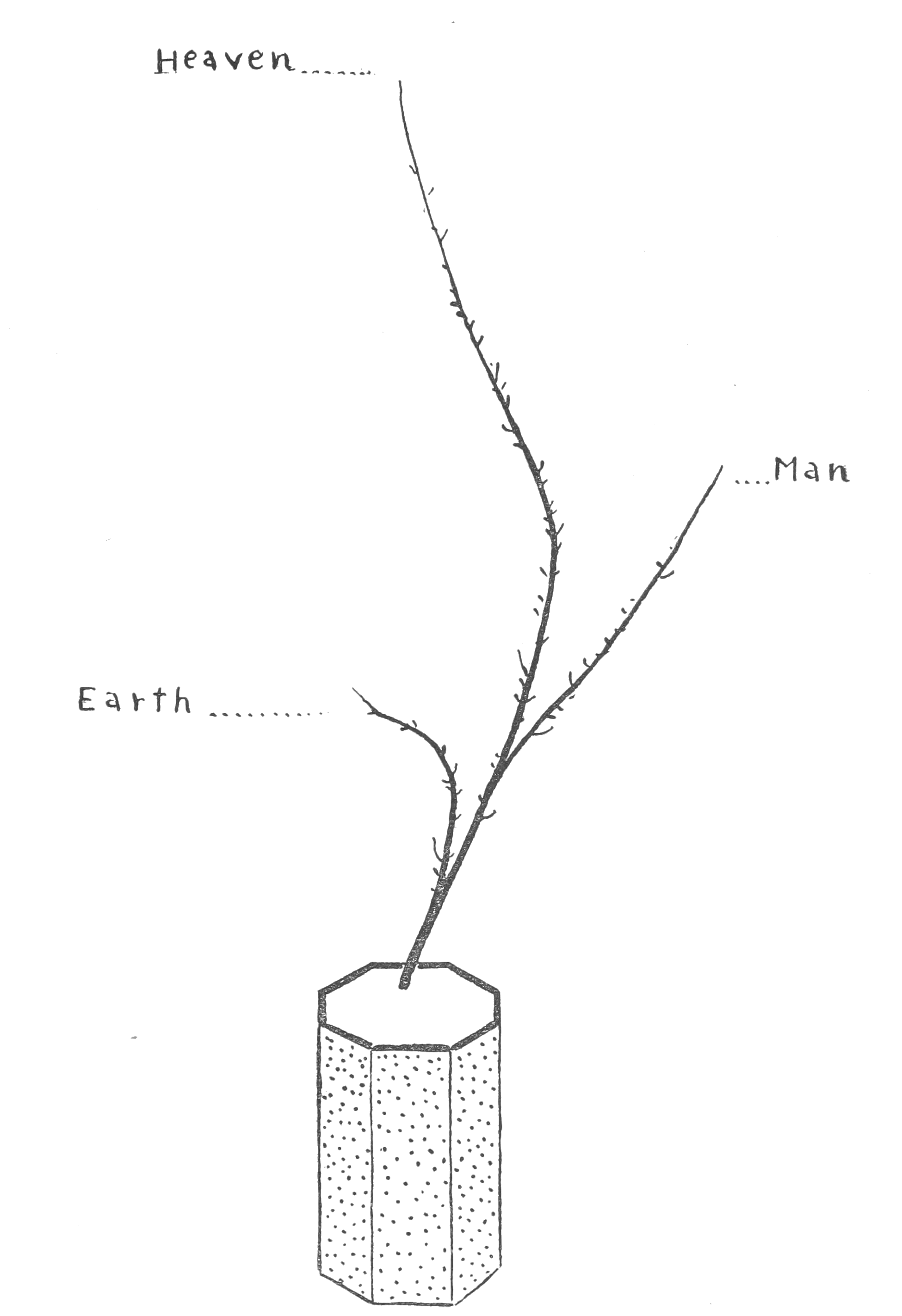

### Aranžování materiálu
Výběr správných materiálů pro ikebanu je otázkou kterou nelze řešit pouhým vyjmenováním druhů a popisem tvarů, protože jde o hlavní estetický výrazový prostředek odrážející individuální záměr autora. Proto se správný výběr lze naučit až s praxí, vnímáním linií a rozvíjením prostorové a barevné představivosti. Materiály odkazují na tři principy, obvykle označené „nebe, lidstvo, a země“. Často je použito velmi málo tvarování nebo prořezávání.
Japonci v ikebaně často používají větve dřevin a považují je za jeden z hlavních materiálů k vytváření těchto dekorací.  Často jsou používány větve jehličnanů, slivoní a javorů.
Ideální je, pokud si aranžér může vybrat vlastní materiál. Pokud musí používat větve nebo květiny, které vybere laik, je aranžování obtížnější. V principu musí všechny květiny nebo větve být tak dlouhé, jak jen to umožní stonky. Každé aranžmá musí mít tři základní části známé jako nebe, lidstvo, a země a jakékoli další materiály pouze podporují tyto hlavní linie. Uvedené tři linie (nebe, lidstvo a země) mohou být u každé školy ikebany různě pojmenovány. Ovšem všechny školy uvádějí jejich umístění ve stejné pozici ve skupině a udávají stejné relativní délky os.
V případě, že je při aranžování použito rostlin se shluky výrazných prvků jako jsou květy nebo plody, je doporučováno umístit tyto shluky přibližně ve středu aranžmá. V oblasti, která je vyznačena kroužkem na schématu. Toto místo se nazývá „do“ a tento způsob aranžmá nikdy nemá být použit při aranžování kompozice s třemi květy.

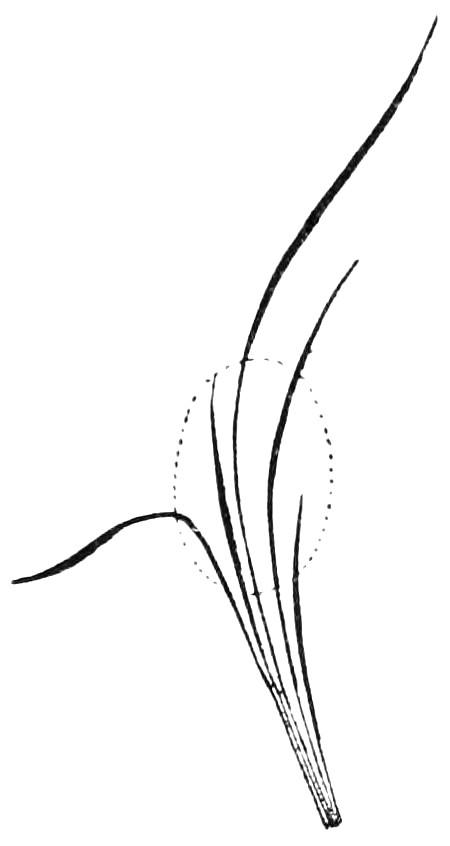
Shluky výrazných prvků je doporučováno umístit přibližně ve středu aranžmá.
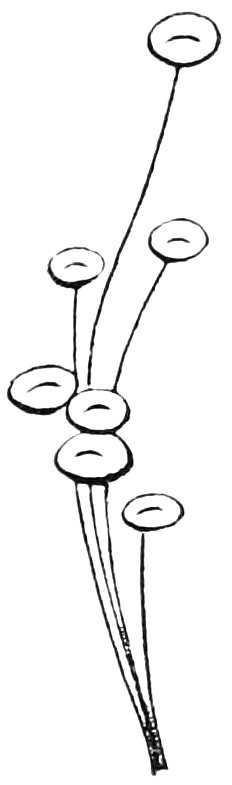

Jsou uváděny tyto důležité zásady: úprava představuje živé rostliny, nikoliv řezané květiny. Forma aranžmá ukazuje atmosféru ročního období. Povaha aranžmá musí zohlednit růst rostliny musí být správně používány pupeny, otevřené květy a uschlé listy. Všechny větve nebo stonky společně jsou holé nejméně deset centimetrů nad hladinou vody. To je velmi důležitá zásada, větve které vyrůstají příliš nízko jsou považovány za vadu. Povrch vody, ve které jsou květiny umístěny představuje povrch půdy (nebo vody), ze které skupina rostlin vyrůstá. Takže aby byl zvýrazněn dojem síly a intenzivní růst mají být do výšky deset centimetrů stonky nebo větve holé a musí následovat stejné linie. Ty nemusí být vždy přesně vertikální, ale v případě že jsou zakřivené, musí být křivky silné a nemají být provedeny jako slabé ohyby a úhly. To je považováno za jedno z nejdůležitějších pravidel. Jako důvod je uváděno, že bez síly a jednoty na základně skupina ztrácí účinek živé rostliny a ztrácí i sílu, charakter a styl. Uspořádání rozšířené a dělící se už na základně není japonské.
Pobočky nebo listy se nesmí nikdy křížit navzájem v kompozici. Květ je detail malého umělecké hodnoty, pokud byl oddělen od linie stonku, která mu dodává charakter. Nikdy nemají být používány sudá čísla větví nebo květin, vždy lichá. Rovnováha a krása linie bez opakování musí být charakteristickým rysem kompozice.

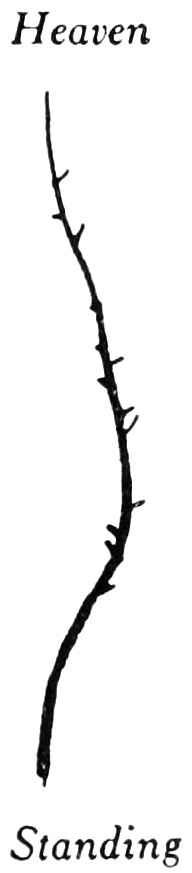
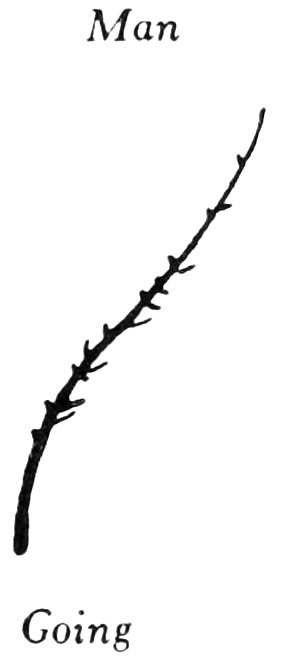
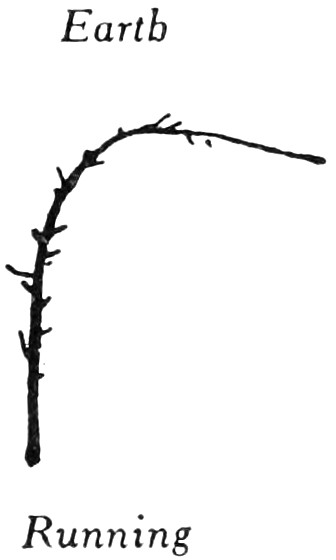

Nejlepší materiál pro začátečníka je vrba jíva, pro jeho stonky jsou ohebné a nekomplikovaných linií. Pro kompozici tří květin ve svislé váze, si má začátečník vybrat květiny se stonky které jsou jednoduché a rovné bez větvení a listů nebo květů na stonku. Při použití bílých a barevných květů společně, je považováno za vhodné dát bílou barvu nebo nejsvětlejší odstín nejvýše.

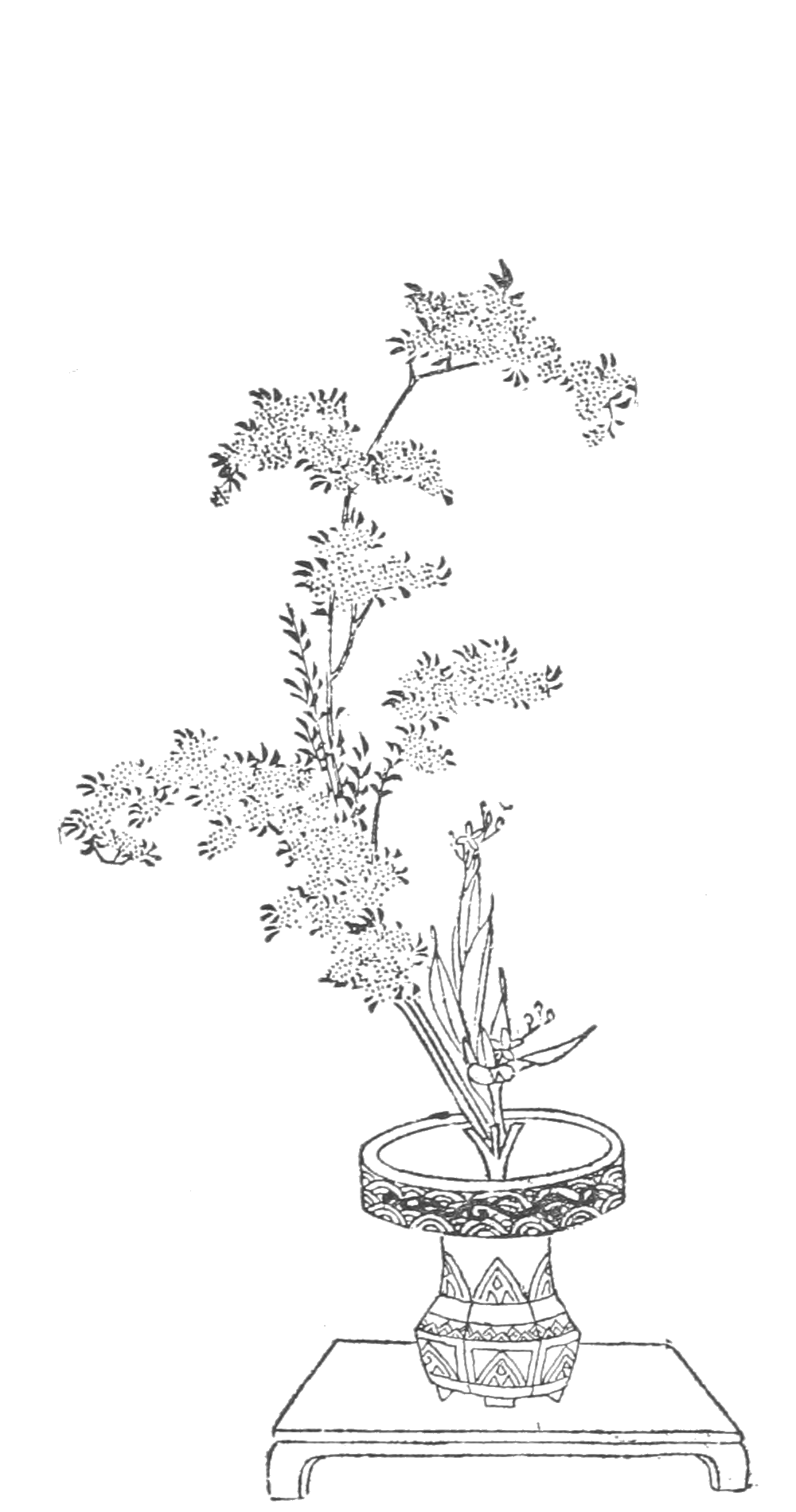

Předtím, než se tyto větve mohou být umístěny do nádoby, musí být všechny zakráceny na správnou délku a ohnuty do správného tvaru. Nejdříve je komponován nejvyšší prvek, nebe, tedy prvek který má hlavní postavení v kompozici. Může být jen jeden výhon, stonek nebo větev představující nebe. Nemůže být nikdy násoben. Jeho délka by měla být jeden a půl násobkem výšky vázy. Linie představující lidstvo by být poloviční délky co linie představující nebe. Země je třetí a nejkratší, linie by měla být poloviční délky co lidstvo. Délky by měly být připraveny předtím, než jsou větve ohnuty.
Aranžér při přípravě k umístění hlavní linie větev drží před sebou, aby určil, která strana má být použita jako přední (pohledově čelní)
Měla by to být ta strana na níž jsou listy a květy přirozeně obráceny. Další linie představuje lidstvo. Tuto větev aranžér při přípravě drží v ruce spolu s větví představující linii nebe. Drží větev představující linii lidstvo přímo před větví představující linii nebe. Větev nebo stonek musí vést stejně jako větev představující nebe v délce deset centimetrů od základny. Nad deset centimetrů může měnit směr nezávisle na linii odbočovat dál od větve představující nebe. Stále se musí držet stejným směrem, jen v určité vzdálenosti od větve představující linii nebe.
Naposled ze všech se ohýbá větev představující linii země. Stejně jako lidstvo deset centimetrů od základny musí být shodná s větví představující linii nebe. Poblíž základny musí být shodné všechny linie. Větev nebo stonek představující linie země má být poté veden odlišně od předchozích, je to považováno za nezbytné. 
Japonci vždy nejprve připraví uspořádání hlavních linií ve svých rukou, než ho vloží do vázy. Při této příležitosti obvykle zaříznou šikmo konce větví. Pokud jsou stonky tupé v kubari špatně drží. Pokud větve nejsou všechny šikmo seříznuty na přesně stejné straněnejsou opticky spojeny na základně, kde musí vypadat jako jedna.

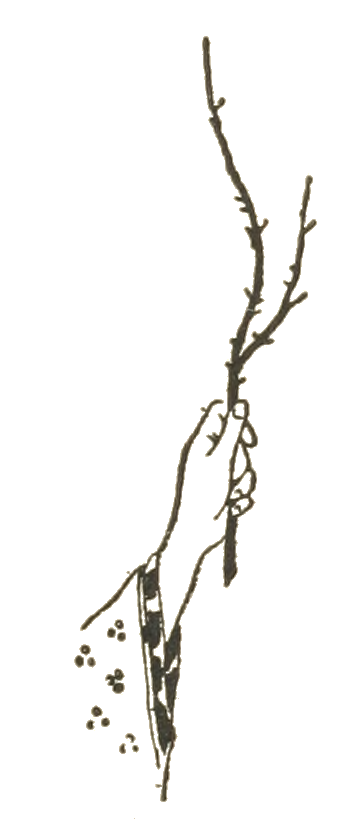
Aranžér při přípravě k umístění hlavní linie větev drží před sebou.
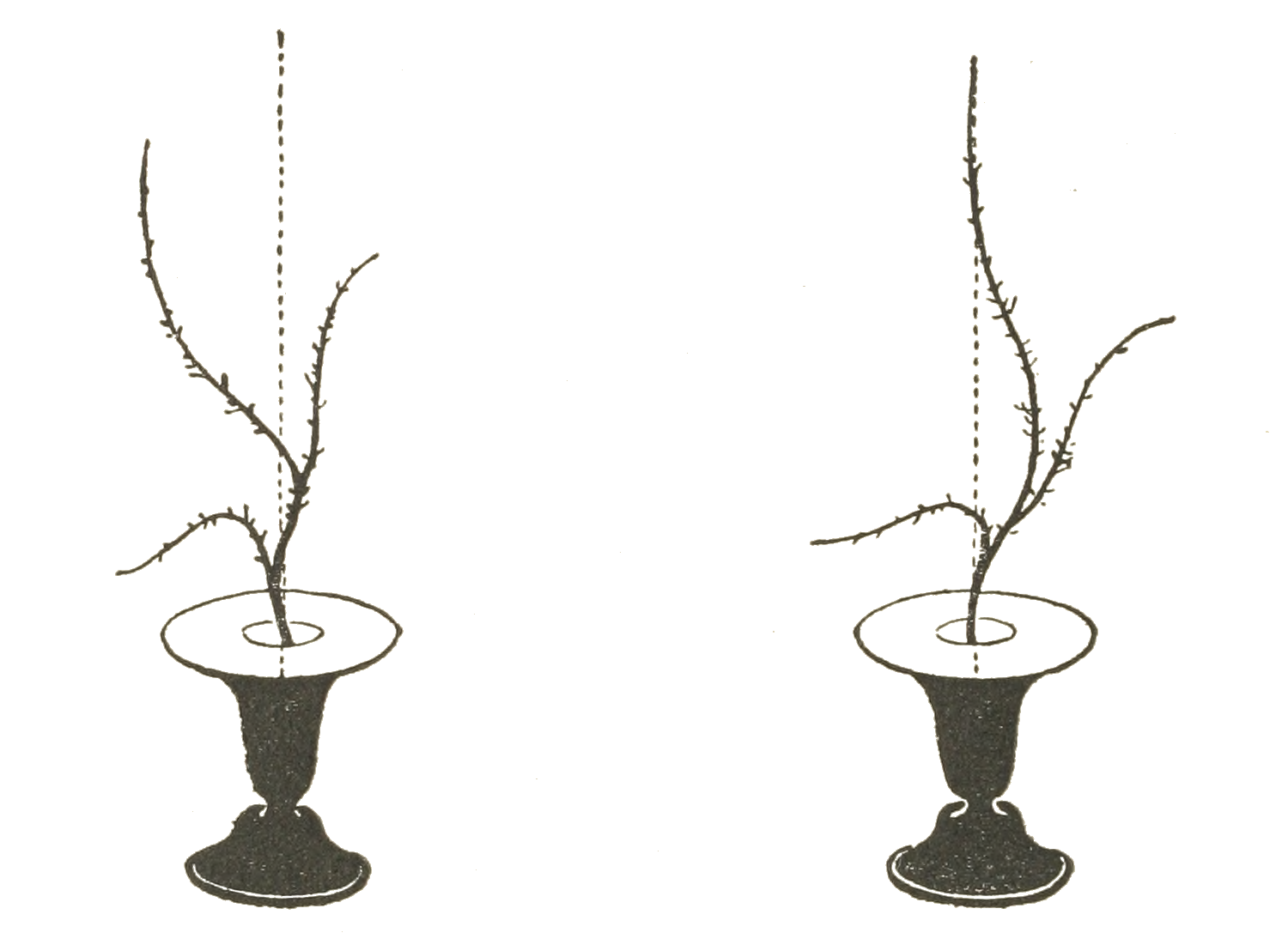
Oprava postavení linií snadným posunutím kubari vpravo (ukázka).
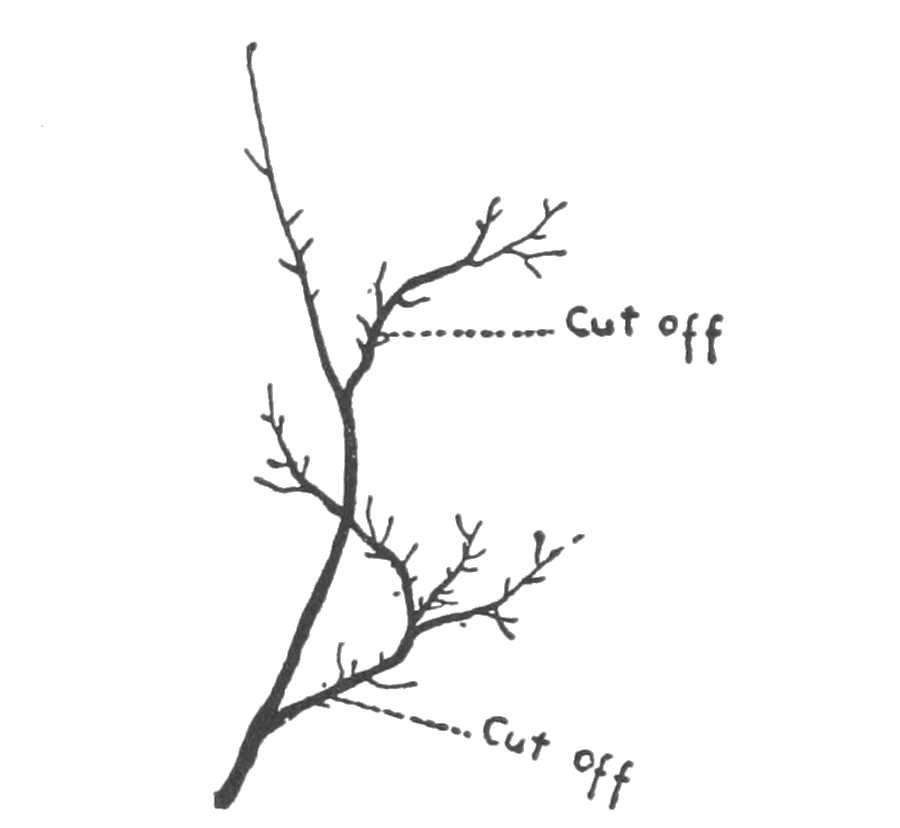
Odstraněné větvičky
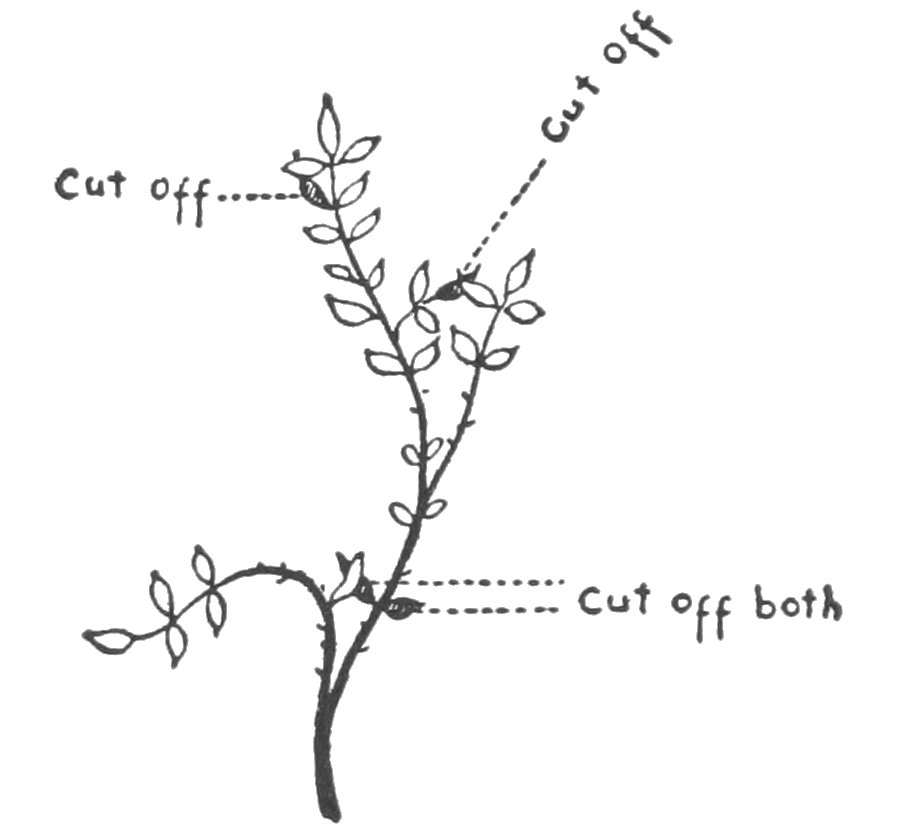
Odstraněné listy

Po upevnění je zhodnocena rovnováha linií. V horní části musí být linie nebe přímo nad základnou a země musí být v rovnováze s lidstvem, ovšem žádná linie nesmí být zcela shodná. Všechny by měly směřovat vzhůru, konce jejich větví či stonlků by měly vyjadřovat touhu rostliny po růstu.

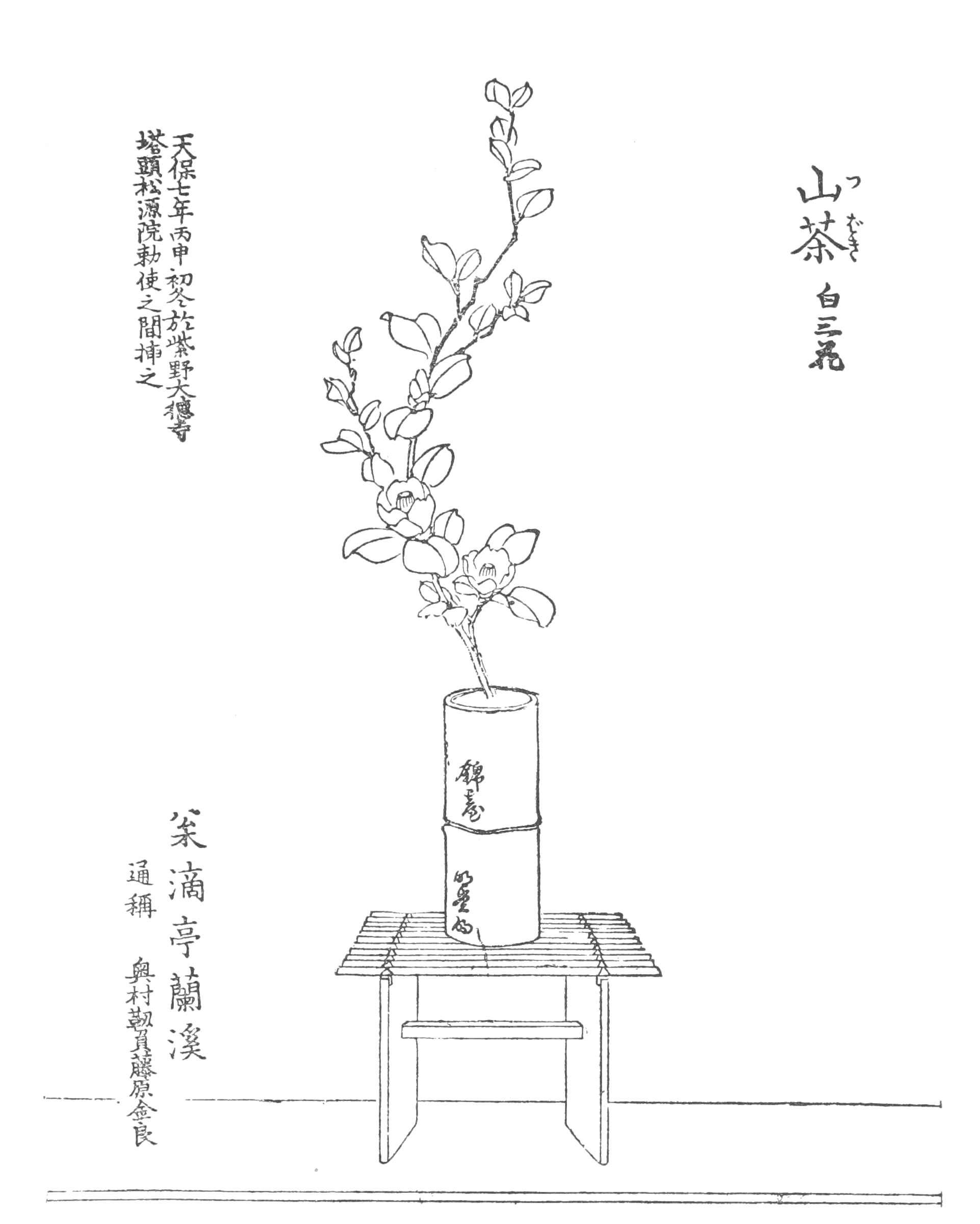
Aranžovaná magnólie.

Všechny nemocné, nevhodně umístěné nebo nadbytečné větvičky, listy, nebo květy jsou při úpravě odříznuty. Tedy v situaci, kdy jeden list skryje další nebo tam, kde jedna větvička kříží jinou. Každý květ, list a větvička je v ikebaně uspořádán.
Krása výsledku závisí zcela na způsobu, jakým je výběr větví, jejich umístění a řez proveden. Pokud je řez proveden chybně a výsledek zdá se být chudobný nebo nedostatečně upravený, je to vnímáno jako chyba. Každé uspořádání květin by měly tvořit pupeny, napůl otevřené květy, a některé zcela otevřené květy. Jsou používány napůl otevřené pro linie nebe, zcela otevřené pro linii člověka, a pupeny pro linie země. Dva stonky se zcela otevřenými květy, mají být použity jedna výše a druhý níže a uspořádané s listy těsně nad jeden v dolní poloze, napůl ji pokrývající. To je proto, že květiny kvetoucí pod listy jsou chápány jako ženský prvek, a zcela přirozeně zaujímají v aranžování ikebany nižší místa.
Ačkoliv je možné větve ohýbat dolů, směrem k zemi, jejich konce musí být ohnuty vzhůru k nebi. Vrcholy, které nemohou být ohýbány nahoru, musí být odříznuty.
Květiny musí mít vždy listy na stonku u květu. To je nejen zvyšuje krásu květu, ale listy pomáhají sát vodu. Bez pomoci listu není květina schopna přijímat dostatek vody pro své potřeby a brzy vadne.
Pro linie a prvky které mají doplňkovou funkci (tasuke, ašírai) by nikdy neměl být použit nejnápadnější materiál nebo nejkrásnější květy. Ty by měly být použity v liniích symbolizujících nebe, lidstvo a zemi.
Květ použitá pro symbol nebe by měl být zcela otevřený. Doplněk na linii nebe může být buď květ napůl otevřený nebo poupě. Pro lidstvo by měl být použit napůl otevřený květ, nebo plně rozvitý jeden. Země by měla být plně rozvitá a směřovat vzhůru. Jeden z pěti květů by měl být částečně překryt listy. To samozřejmě bude provedeno jedním z doplňkových květů, tasuke, tak jak je ukázáno u obrázku na květu č.2.

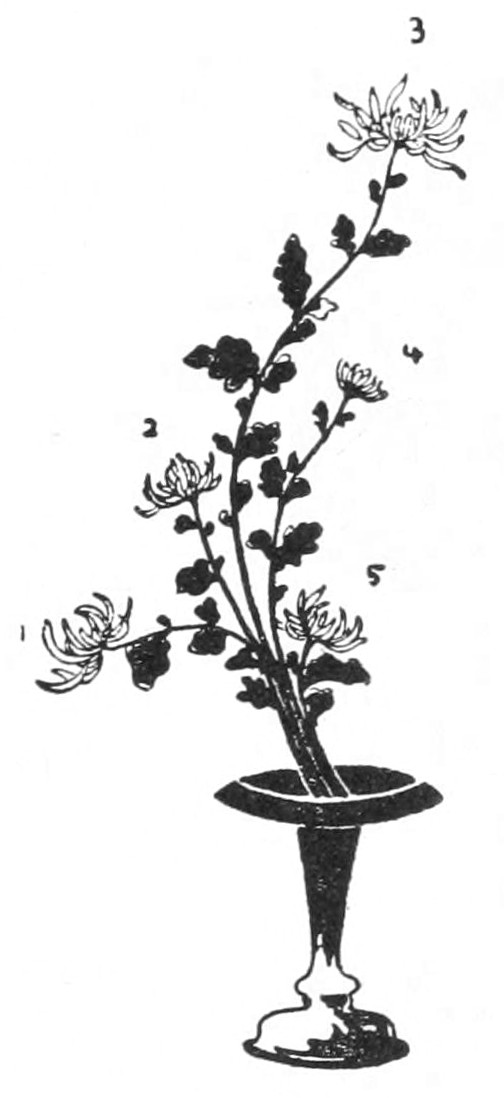
Aranžmá chryzantém. Jeden z doplňkových květů (č.2) je překryt částečně listy.
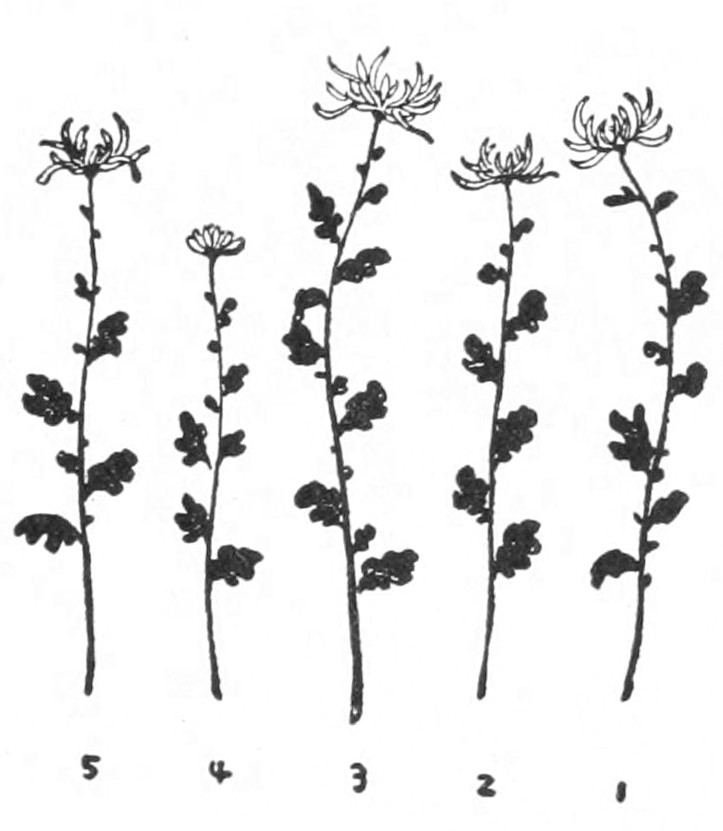
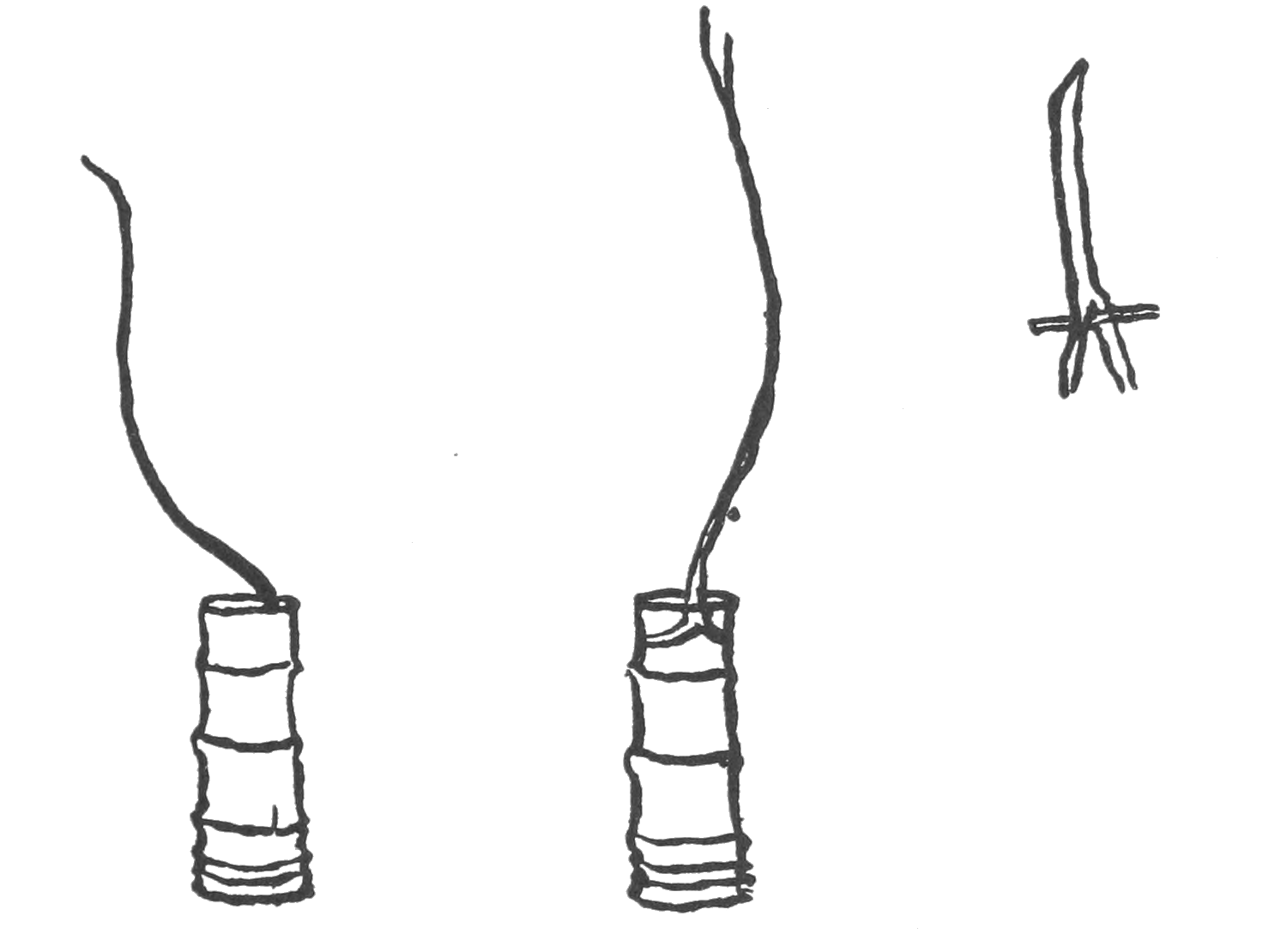
Upevnění větve v nádobě.

## Pravidla pro ohýbání květních stonků a větví
Ohýbání květních stonků a větví do požadovaného tvaru je velmi důležitou součástí japonského aranžování, a existuje mnoho způsobů, jak může toho ohýbání být provedeno.
Většina květin a štíhlých větví lze ohýbat tlakem a teplem ruky. Přitom aranžér musí dát pozor, aby tlakem působil mezi spojnicemi úseků. Drží přitom květiny v ruce tak, že palce jsou pod stonkem (větví) a první a druhý prst nad stonkem. Palce musí být blízko sebe, když aranžér operaci provádí, protože stonky se zlomí pokud jsou palce od sebe vzdáleny. Ohýbání do správného tvaruje takto provedeno tlakem prvního a druhého prstu. Tlak nemá působit příliš dlouho na jednu část stonku. Aranžér postupuje prsty pohyby podél stonku tam a zpět po délce požadované křivky. Všechny květiny a větve jsou snadněji ohýbány a jejich křivky lépe drží, pokud jsou před aranžováním umístěny v hluboké vodě, vaně nebo džbánu na přes noc, nejméně do jedné hodiny před aranžováním. I velké, tuhé větve bývá také někdy možné ohýbat tlakem ruky, zejména větve na jaře kvetoucích keřů, nebo květy ovocných dřevin.

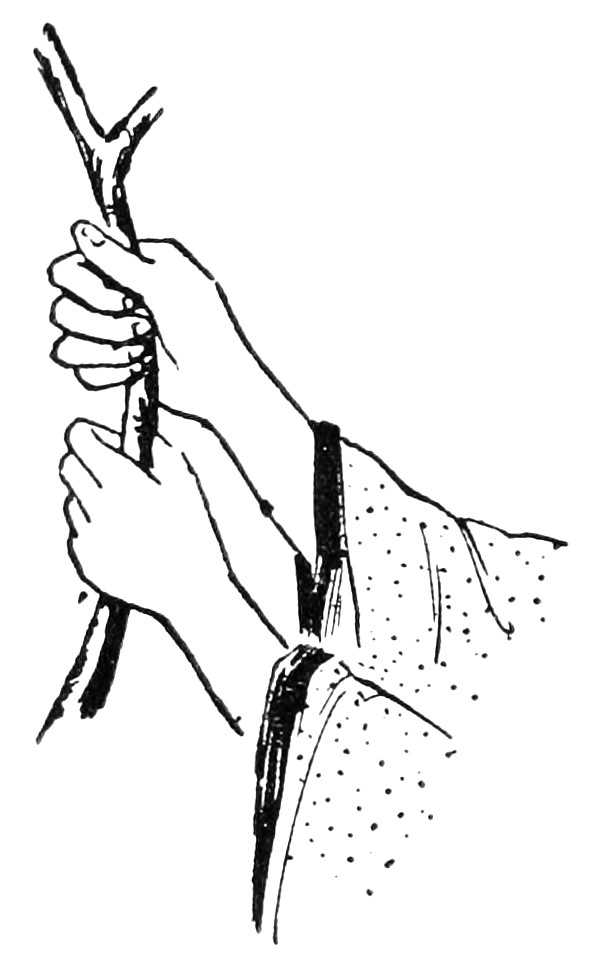
Ohýbání v ruce.
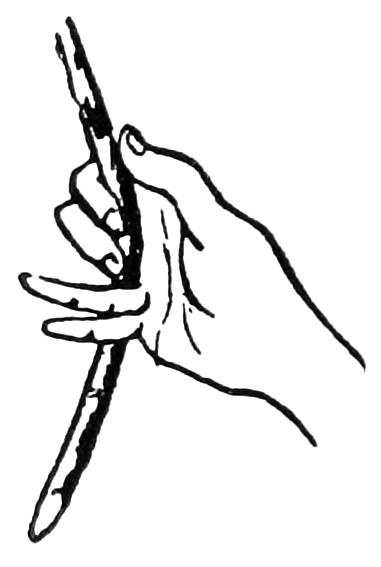
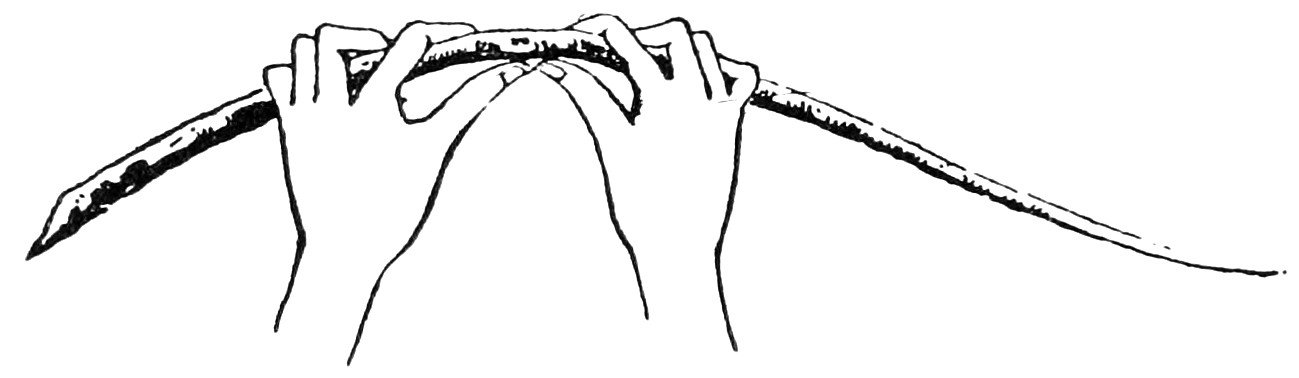
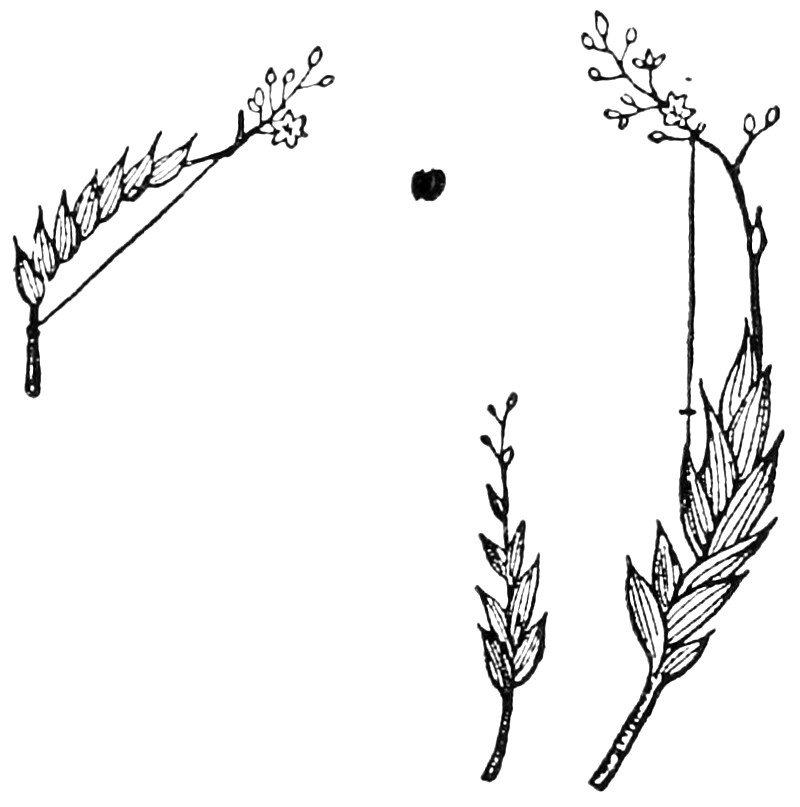
Ohýbání vyvázáním.
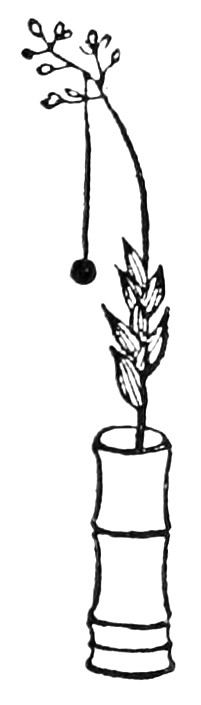
Ohýbání zavěšením závaží.

Další metodou je vyvázat větev na dvanáct hodin do potřebného tvaru, nebo přivázat závaží k větvi. I vyzrálé větve se mohou ohýbat a pokud se zlomí a pokud je zlomená část pod hladinou vody ve váze, kůra nesmí být poškozena na jakékoliv části viditelné nad vodou. Větve mohou být rovněž ohýbány přes koleno.
Je možné použít klíny, které jsou však jen zřídka používány. Jejich použitím však mohou být i velmi velké větve zakřiveny požadované polohy. Operace se provádí tím způsobem, že se provedou řezy pilou na opačné straně než kam má být větev ohnuta. Do nařezaných míst na ohýbané větvi se vkládají části jiné větve v úrovni borky větve.

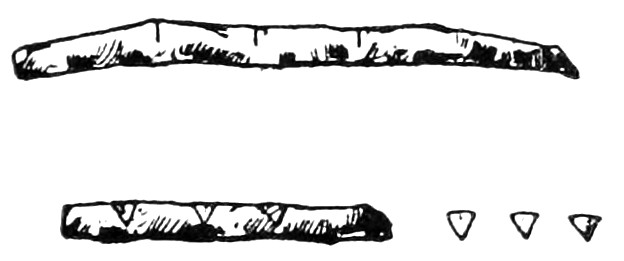
Nákres provedení řezů a vkládání klínů.

Dalším způsobem, jak usnadnit ohýbání pevných větví je ohřívání v místě ohybu. Ohýbání je provedeno tak, že tepelné působení a tlak je spojen s obalením papírem namočeným v octu přes vyhřívané místo.

## Ohýbání listů
Ohýbáním listů se rozumí otáčení listů tak, aby jejich horní část byla viditelná. Pro toto je použito pouze tlaku prstů namočených ve vodě. Řezané květiny jako je například narcisy nebo kosatce jsou ohnuty tímto způsobem.

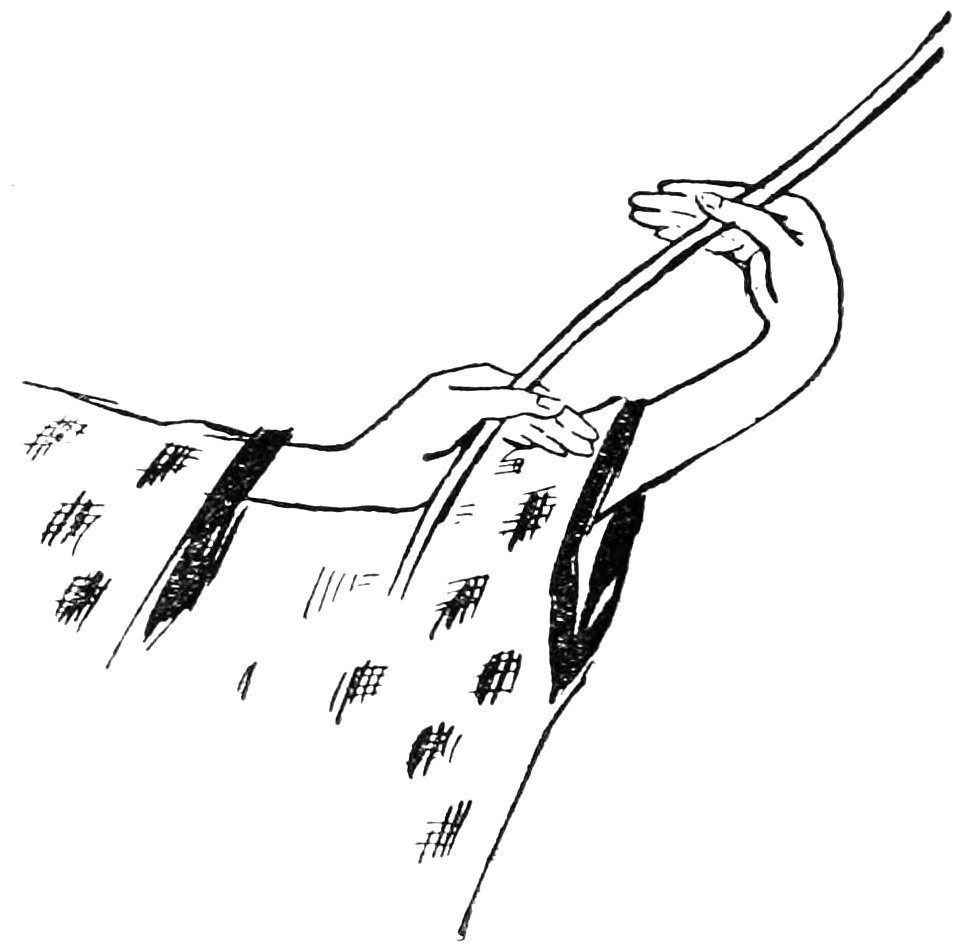

## Kameny
Ve vázách slouží kameny a skály k napodobení řečiště. Na dně nádoby kamínky jsou někdy použity aby pokryly dno. Na těchto malých kamenech mohou být umístěny tři poměrně velké. Ty symbolizují stejné prvky jako linie květin. První nebe, druhý lidstvo, a třetí zemi. Bývá použito i trochu mechu na vrcholcích těchto kamenů nebo cedr či trocha jedlovce upraveného do tvaru stromu. taková úprava je považována za okouzlující uspořádání, pokud nejsou použity žádné květiny.